# Tuy Lăng
Tuy Lăng (chữ Hán giản thể: 绥棱县, âm Hán Việt: Tuy Lăng huyện) là một huyện thuộc địa cấp thị Tuy Hóa, tỉnh Hắc Long Giang, Cộng hòa Nhân dân Trung Hoa. Huyện Tuy Lăng có diện tích 4506 km², dân số 330.000 người. Mã số bưu chính của huyện Tuy Lăng là 152200. Chính quyền nhân dân huyện Tuy Lăng đóng tại trấn Tuy Lăng. Huyện này được chia thành 3 trấn, 11 hương. 
- Trấn: Tuy Lăng, Thượng Tập, Tứ Hải Điếm.
- Hương: Kháo Sơn, Hậu Đầu, Nê Nhĩ Hà, Trường Sơn, Tam Cát Đài, Các Sơn, Tuy Trung, Lâm Hưng, Tân Thự Quang, Song Xóa Hà, Khác Âm Hà.